# سرگی زنیوف
سرگی زنیوف (استونیایی: Sergei Zenjov؛ زادهٔ ۲۰ آوریل ۱۹۸۹) بازیکن فوتبال اهل استونی است.
از باشگاه‌هایی که در آن بازی کرده‌است می‌توان به باشگاه فوتبال کارپاتی لووف، باشگاه فوتبال تی‌وی‌ام‌کی، باشگاه فوتبال تورپدو مسکو، باشگاه فوتبال قبله، و باشگاه فوتبال بلکپول اشاره کرد.
وی همچنین در تیم‌های ملی فوتبال زیر ۱۷ سال استونی، زیر ۱۹ سال استونی، زیر ۲۱ سال استونی و استونی بازی کرده‌است.